# Oricourt
Oricourt – miejscowość i gmina we Francji, w regionie Burgundia-Franche-Comté, w departamencie Górna Saona.
Według danych na rok 1990 gminę zamieszkiwało 28 osób, a gęstość zaludnienia wynosiła 8 osób/km² (wśród 1786 gmin Franche-Comté Oricourt plasuje się na 714. miejscu pod względem liczby ludności, natomiast pod względem powierzchni na miejscu 921.).